# L'Apothéose de Christophe Colomb
L'Apothéose de Christophe Colomb est une peinture allégorique à caractère historique réalisée par Napoléon Bourassa entre 1905 et 1912. Ses dimensions sont de 458,3 × 769,8 cm.
En créant cette scène, Bourassa souhaite rendre hommage à certains hommes de l'Amérique en plus de faire état des progressions scientifiques, religieuses et politiques. Le rôle de la plupart des personnages est décrit dans l'encart de la référence 1 ci-dessous. 

## Contexte
Le travail de Napoléon Bourassa s'inscrit dans le courant de l'art académique, un mouvement caractérisé par des représentations allégoriques, religieuses et historiques.
Bourassa est influencé par la vision prônée au XVIIe siècle par l'Académie royale de peinture et de sculpture en France. Après avoir passé trois ans à perfectionner son art en Europe, l'artiste âgé de 32 ans désire réaliser une grande œuvre à caractère historique et allégorique. Il en fait d'ailleurs mention à Louis-Joseph Papineau, son beau-père. À cette époque, Bourassa a l'espoir de décorer un mur du Cabinet de Lecture paroissiale de Montréal. Toutefois, cet espoir ne s'est jamais matérialisé. Peu de temps après, le journal Le Canadien propose au gouvernement d'Ottawa de rémunérer l'artiste afin que celui-ci produise une pièce destinée à décorer le Parlement. Bien que cette suggestion ravive les espoirs de Bourassa, l'histoire reste lettre morte.
Joseph-Charles Taché convainc le peintre d'amorcer la réalisation de l'œuvre pour l'envoyer à Paris, à l'occasion de l'Exposition universelle de 1867. Cette première ébauche de l'œuvre est réalisée sur un carton en trop peu de temps pour être parfaitement à point, comme l'indique Bourassa :

« Je suis enfin au bout de ma besogne, et vous jugez si j'en suis aise ! J'ai livré mon carton depuis 6 jours, et je vois à mon grand regret que j'aurais pu le garder encore [quelques jours] ; cela m'aurait fait un grand bien de le garder tout ce temps là, j'aurais pu retoucher bien des petites choses. Vous comprenez qu'il était bien juste fini. »

— Lettre de Napoléon Bourassa à Théophile Hamel.[réf. souhaitée]
Cette réalisation est couverte d'éloges par la presse francophone et anglophone, lui donnant la chance de se démarquer à Paris. Or, il n'a pas pu profiter de cette opportunité. Son carton lui est retourné en deux morceaux et en mauvais état. Aujourd'hui, 32 fragments de son carton initial sont conservés au Musée national des beaux-arts du Québec. En 1877, s'amorce la construction de l'Assemblée nationale du Québec. Bourassa propose un devis pour la décoration du bâtiment. Il évalue son travail au coût de 42 000 dollars canadiens (CAD), dont 10 000 CAD pour L'Apothéose de Christophe Colomb. Le projet reçoit un accueil favorable, mais avorte pour des raisons pécuniaires.
En 1905, Bourassa, alors âgé de 78 ans s'installe à Montréal et décide de peindre l'œuvre dont il a toujours rêvé. Il arrête ce travail colossal en 1911, alors inachevé, pour le proposer au gouvernement fédéral pour la somme de 10 000 CAD. Une fois de plus, sa proposition est rejetée, l'œuvre étant jugée hors de son temps. Une maladie pousse l'artiste à cesser définitivement son travail sur cette œuvre. Il meurt quatre ans plus tard.
Sa fille aînée, Augustine Bourassa, fait don de l'œuvre au gouvernement du Québec en 1928. En 1965, l'œuvre est transportée au Musée national des beaux-arts du Québec. En 1983, elle sera dévoilée pour la première fois aux visiteurs après une restauration majeure dans le cadre des célébrations du cinquantenaire de ce musée.

## Liste des personnages
1. Christophe Colomb
2. Le génie de la marine (figure allégorique) 
3. La gloire (figure allégorique) 
4. La religion (ou l'immortalité) 
5. Déesse (figure allégorique)
6. Déesse (figure allégorique)
7. Déesse (figure allégorique) 
8. Déesse (figure allégorique) 
9. La géographie (ou l'astronomie) 
10.Plutarque 
11. Galilée 
12. Nicolas Copernic
13. Dante Alighieri
14.John Milton
15.Pierre Corneille
16. Jacques-Bénigne Bossuet 
17. Moïse 53
18.Numa Pompilius
19.Père Juan Perez de Marchena 
20.Isabelle 1ère, dite La Catholique 
21.Phidias 
22.Michel-Ange 
23.Démosthène 
24.Cicéron 
25.Socrate 
26.Platon 
27.Archimède 
28.Gutenberg 
29.Léonard de Vinci 
30.Raphaël 
31.Joseph Haydn
32.Améric Vespuce
33.Génie (figure allégorique) 
34.Génie (figure allégorique) 
35.La constance (ou la patiente) (figure allégorique) 
36.La force (figure allégorique) 
37.La vigilance (ou la prudence) (figure allégorique) 
38.La vérité (figure allégorique) 
39.La justice (figure allégorique) 
40.La vengeance (figure allégorique) 
41. La renommée (figure allégorique) 
42.Francisco de Bobadilla
43.Juan Aguado 
44.Bernardo Buïl (ou Boïl) 
45.Juan Rodriguez de Fonseca
46.Francisco Roldán
47. Mosén Pedro Margarite 
48.Bartolomé de las Casas
49.Autochtone du Mexique 
50.Autochtone du Mexique 
51.Jacques Cartier
52.Samuel de Champlain
53.William Penn 
54.François de Montmorency-Laval
55.Amérindien du Canada 
56.Louis-Joseph de Montcalm
57.James Wolfe
58.Le Duc François-Gaston de Lévis 
59.George Washington
60.Le Marquis de La Fayette 
61.Samuel Morse 
62.Robert Fulton 
63.Benjamin Franklin 
64.William Lyon Mackenzie
65.Louis-Joseph Papineau
66.Sir Louis-Hippolyte La Fontaine 
67.Robert Baldwin 
68.Sir George-Étienne Cartier 
69.John A. Macdonald